# Весёлый (Стерлитамакский район)
Весёлый (баш. Весёлый) — деревня в Стерлитамакском районе Республики Башкортостан Российской Федерации. Входит в состав Октябрьского сельсовета.

## География

### Географическое положение
Расстояние до:
- районного центра (Стерлитамак): 15 км,
- центра сельсовета (Октябрьское): 16 км,
- ближайшей ж/д станции (Стерлитамак): 15 км.

## Население
| 2002 | 2009 | 2010 |
| ---- | ---- | ---- |
| 313  | ↗342 | ↘296 |

## Религия
В деревне есть православная часовня.